# Uranami (destroyer, 1928)
Pour les autres navires du même nom, voir Uranami (destroyer).
L'Uranami (浦波) était un destroyer de classe Fubuki en service dans la Marine impériale japonaise pendant la Seconde Guerre mondiale.

## Historique
À sa mise en service, il rejoint la 11e division de destroyers de la 2e flotte. Durant la deuxième guerre sino-japonaise, il couvre le débarquement des forces japonaises lors de la bataille de Shanghai et à Hangzhou, dans le nord de la Chine.
De 4 décembre 1941 jusqu'à la fin de l'année, l'Uranami couvre les débarquements des troupes japonaises lors de l'opération E et de l'opération B, capturant le navire marchand norvégien SS Hafthor.
Le 19 décembre, l'Uranami coule le sous-marin hollandais HNLMS O 20 avec l'aide de ses navires jumeaux Ayanami et Yūgiri, secourant 32 survivants.

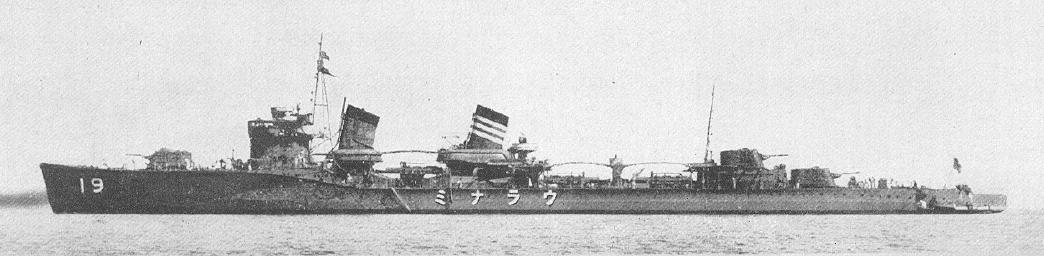
LUranami (date inconnue).

Il fait partie de l'escorte des croiseurs lourds Suzuya, Kumano, Mogami et Mikuma déployés à partir de Samah, de la baie de Cam ranh et de l'Indochine française en appuyant les opérations d'invasion de la Malaisie, Banka-Palembang et Anambas. En février, il participe à l'opération J, à l'opération T et à l'opération L.
Le 23 mars 1942, l'Uranami couvre l'opération D, effectuant des patrouilles d'escorte au large de Port Blair pendant les raids japonais dans l'océan Indien. Les 13 et 22 avril, le destroyer accoste à Singapour et la baie de Cam Ranh avant de rejoindre la base de Kure pour un entretien.
Les 4 et 5 juin, il participe à la bataille de Midway au sein de la flotte principale de l'amiral Isoroku Yamamoto. Après la bataille, il est endommagé lors d'une collision avec l'Isonami, retournant à l'arsenal naval de Kure pour des réparations. Au cours de la bataille des Salomon orientales le 24 août, l'Uranami escorte le groupe de ravitaillement de la flotte jusqu'à Guadalcanal. Opérant à partir de Truk, le destroyer prend part à de nombreux « Tokyo Express » à Guadalcanal en septembre et octobre.
Les 14 et 15 novembre, l'Uranami participe à la deuxième bataille navale de Guadalcanal rattaché à une force de reconnaissance sous le commandement du contre-amiral Shintarō Hashimoto. Au cours de la bataille, il assiste l'Ayanami (sabordé après la bataille) et le croiseur léger Nagara. Il prend part aux naufrages des USS Preston et USS Walke, endommage les USS Benham (sabordé après la bataille) et USS Gwin.
Après l'affrontement, l'Uranami escorte le porte-avions Chūyō de Truk à Yokosuka, retournant à Rabaul à la mi-février 1943 pour reprendre les missions de patrouille, d'escorte et de transport dans les îles Salomon. Le 25 février 1943, le destroyer est réaffecté à la Flotte de la zone sud-ouest. Pendant la bataille de la mer de Bismarck du 1er au 4 mars, l'Uranami subit des attaques aériennes répétées sans dommages tout en secourant des survivants.
Après avoir effectué plusieurs missions d'escorte dans les Indes orientales néerlandaises en avril, l'Uranami heurte un récif le 2 avril près de Makassar. Il fut réparé à Surabaya jusqu'à la fin d'août. Patrouillant de nouveau en septembre, il escorte des convois jusqu'à Singapour jusqu'à la fin de l'année.
Au début de 1944, le destroyer quitte Singapour avec le croiseur Kuma pour un convoi de transport de troupes vers Mergui et Penang. Durant le trajet du retour, le Kuma fut torpillé par le HMS Tally-Ho et l'Uranami secourut les survivants.
Du 27 février au 25 mars, l'Uranami escorte les croiseurs Aoba, Tone et Chikuma lors d'un autre raid dans l'océan Indien.
Dans la matinée du 26 octobre, pendant la bataille du golfe de Leyte, le convoi comprenant l'Uranami est attaqué entre Masbate et Panay par 80 avions de la Task Force 77.4.2 "Taffy 2" (porte-avions USS Manila Bay, Marcus Island, Natoma Bay et Petrof Bay). Le destroyer est touché par deux bombes et plusieurs roquettes tuant 103 hommes d'équipage avant de couler vers midi à la position 11° 50′ N, 123° 00′ E, au sud-est de Masbate. Trois transports vides (retardataires du convoi) arrivèrent dans l'après-midi et secoururent 94 survivants.
Le destroyer fut rayé des listes de la marine le 10 décembre 1944.